# حزب الليبيين الأحرار
ّحزب الليبيين الأحرار هو أول حزب سياسي ليبي تأسس بعد ثورة 17 فبراير ذو توجه ليبرالي، والحزب يتكون من عدد من اطياف المجتمع الليبي ’’ عرب وتبو وطوارق وأمازيغ، برئاسة المحامي محمد إبراهيم العلاقي وحسب اعلان تاسيس الحزب فان الحزب تنصب اهتماماته على النساء والشباب، وكذلك قيام دولة المؤسسات الدستورية وسيادة القانون تعتمد على اقتصاد وطني حر مع ضمان العيش الكريم لكل الليبين، ومبادئ الشريعة الإسلامية هي المصدر الأساسي للتشريع، ومن أعضاء الحزب د.فتحي البعجة ود.سعد المريمي والمحامي أنور فكيني والمحامية نيفين عبد الحميد، والمحامي عبد السلام قديمش.